# Aldon Music

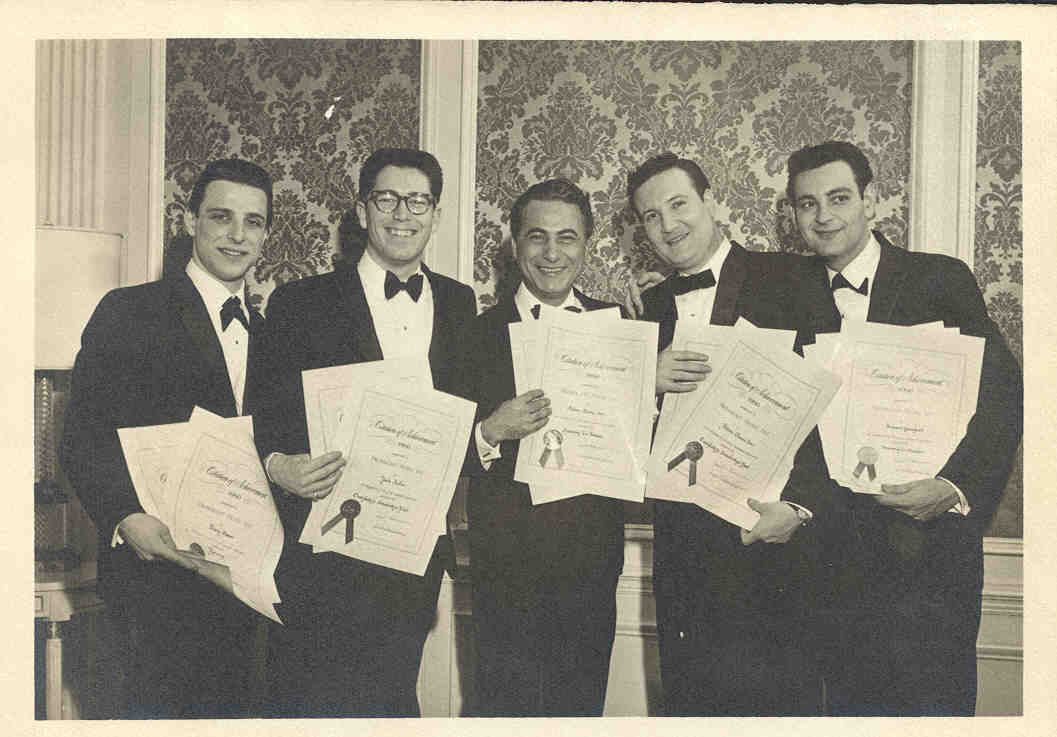
Барри Манн, Келлер, Джек, Альберт Невинс, Дон Киршнер и Гринфилд, Говард на вручении премии BMI в 1962 году

Aldon Music — нью-йоркское музыкальное издательство, основанное Доном Киршнером и Альбертом Невинсом в 1958 году.
Один из создателей Aldon Music — Альберт Невинс — к тому моменту уже был ветераном музыкальной индустрии с «деньгами, репутацией, опытом и связями»[источник?]. Более двадцати лет являлся участником популярного инструментального трио The Three Suns и соавтором их хита 1944 года Twilight Time, проданного тиражом более трех миллионов экземпляров. К 1958 году Невинс был вынужден покинуть трио из-за проблем с сердцем. 
Дон Киршнер, будучи значительно моложе Невинса, только недавно добился некоторого успеха в партнерстве с певцом и автором песен Бобби Дарином.  Их сотрудничество было недолгим, поэтому, стремясь пробиться в издательскую деятельность, Киршнер искал новые партнерские связи, обращался с прредложениями к Доку Помусу, Морту Шуману, дуэту Джерри Лейбера и Майка Столлера, прежде чем убедить Невинса стать его партнером.
Успех Aldon Music превратил Киршнера в крупного музыкального издателя. Издательству также принадлежала звукозаписывающая компания Dimension Records. В 1963 году Киршнер и Невинс продали Aldon Music Columbia Pictures. Киршнер остался в Columbia в качестве исполнительного директора, внеся значительный вклад в успех студии с группами The Monkees и The Archies.
В конце 1950-х и начале 1960-х годов Aldon Music пользовался огромным успехом с десятками хитов, написанных авторами, с которыми у издательства были заключены контракты, такими как Нил Седака, Говард Гринфилд, Кэрол Кинг, Джерри Гоффин, Джефф Барри, Элли Гринвич, Нил Даймонд, Пол Саймон, Фил Спектор, Барри Манн, Синтия Вейл, Чарльз Альбертин и Джек Келлер.